# 英尔力克乡
英尔力克乡，是中华人民共和国新疆维吾尔自治区喀什地区疏勒县下辖的一个乡镇级行政单位。

## 行政区划
英尔力克乡下辖以下地区：
伊勒克其霍伊拉一村、艾其库其二村、当尕勒其三村、库木鲁克四村、阿孜拉五村、恰尔巴格六村、尤喀克英艾日克七村、咯克托玛八村、噢依喀普九村、协海尔巴格十村、乌尊萨咯勒十一村、托万克霍伊拉十二村、阿热托玛十三村、巴合希拉十四村、阿古提十五村、祖拉勒十六村、托万英艾日克十七村和哈木拉十八村。